# Brachymenium minutulum
Brachymenium minutulum là một loài rêu trong họ Bryaceae. Loài này được Hampe mô tả khoa học đầu tiên năm 1870.